# Grand Prix Sezon 1938
Sezon Grand Prix 1938 – kolejny sezon z cyklu Wyścigów Grand Prix oraz Mistrzostw Europy AIACR. Mistrzem Europy został Niemiec Rudolf Caracciola.

## Podsumowanie Sezonu

### Grand Prix zaliczane do Mistrzostw Europy
| Grand Prix            | Tor         | Data        | Zwycięzca (kierowcy)    | Zwycięzca (konstruktorzy) | Wyniki |
| --------------------- | ----------- | ----------- | ----------------------- | ------------------------- | ------ |
| Grand Prix Francji    | Reims-Gueux | 3 lipca     | Manfred von Brauchitsch | Mercedes-Benz             | Wyniki |
| Grand Prix Niemiec    | Nürburgring | 24 lipca    | Richard Seaman          | Mercedes-Benz             | Wyniki |
| Grand Prix Szwajcarii | Bremgarten  | 21 sierpnia | Rudolf Caracciola       | Mercedes-Benz             | Wyniki |
| Grand Prix Włoch      | Monza       | 11 września | Tazio Nuvolari          | Auto Union                | Wyniki |

### Pozostałe Grand Prix
| Grand Prix                    | Tor            | Data            | Zwycięzca (kierowcy)  | Zwycięzca (konstruktorzy) | Wyniki |
| ----------------------------- | -------------- | --------------- | --------------------- | ------------------------- | ------ |
| Pau Grand Prix                | Pau            | 10 kwietnia     | René Dreyfus          | Delahaye                  | Wyniki |
| Campbell Trophy               | Brooklands     | 18 kwietnia     | Prince Bira           | ERA                       | Wyniki |
| Grand Prix Cork               | Carrigrohane   | 23 kwietnia     | René Dreyfus          | Delahaye                  | Wyniki |
| Grand Prix Trypolisu          | Mellaha        | 15 maja         | Hermann Lang          | Mercedes-Benz             | Wyniki |
| Gávea Nacional Circuit        | Gávea          | 29 maja         | Arthur Nascimento Jr  | Alfa Romeo                | Wyniki |
| Grand Prix des Frontières     | Chimay         | 5 czerwca       | Maurice Trintignant   | Bugatti                   | Wyniki |
| Grand Prix Rio de Janeiro     | Gávea          | 12 czerwca      | Carlo Maria Pintacuda | Alfa Romeo                | Wyniki |
| Coppa Ciano                   | Montenero      | 7 sierpnia      | Hermann Lang          | Mercedes-Benz             | Wyniki |
| Coppa Acerbo                  | Pescara        | 15 sierpnia     | Rudolf Caracciola     | Mercedes-Benz             | Wyniki |
| Junior Car Club 200 mile race | Brooklands     | 27 sierpnia     | Johnny Wakefield      | ERA                       | Wyniki |
| Mountain Championship         | Brooklands     | 15 października | Raymond Mays          | ERA                       | Wyniki |
| Grand Prix Donington Park     | Donington Park | 22 października | Tazio Nuvolari        | Auto Union                | Wyniki |

## Klasyfikacja generalna
| Poz | Kierowca                | FRA | GER | SUI | ITA | Pkt |
| --- | ----------------------- | --- | --- | --- | --- | --- |
| 1   | Rudolf Caracciola       | 2   | 2   | 1   | 3   | 8   |
| 2   | Manfred von Brauchitsch | 1   | NU  | 3   | NU  | 15  |
| 3   | Hermann Lang            | 3   | NU  | 10  | NU  | 17  |
| 4   | Richard Seaman          |     | 1   | 2   | NU  | 18  |
| 5   | Tazio Nuvolari          |     | NU  | 9   | 1   | 20  |
| =   | Hans Stuck              |     | 3   | 4   | NU  | 20  |
| =   | Hermann Paul Müller     |     | 4   | NU  | NU  | 20  |
| 8   | Giuseppe Farina         |     | NU  | 5   | 2   | 21  |
| 9   | René Dreyfus            |     | 5   | 8   |     | 24  |
| =   | Pietro Ghersi           |     | 8   |     | 5   | 24  |
| 11  | Jean-Pierre Wimille     | NU  |     | 7   | NU  | 25  |
| 12  | Piero Taruffi           |     | NU  | 6   | NU  | 26  |
| 13  | Clemente Biondetti      |     | NU  |     | 4   | 27  |
| 14  | René Carrière           | 4   |     |     |     | 28  |
| =   | Christian Kautz         | NU  |     | NU  | NU  | 28  |
| =   | Rudolf Hasse            | NU  | NU  |     |     | 28  |
| =   | Paul Pietsch            |     | 6   |     |     | 28  |
| =   | Renato Balestrero       |     | 7   |     |     | 28  |
| =   | Franco Cortese          |     | 9   |     |     | 28  |
| =   | "Raph"                  |     |     | 11  |     | 28  |
| =   | Emilio Romano           |     |     | 12  |     | 28  |
| =   | Max Christen            |     |     | 13  |     | 28  |
| =   | Edoardo Teagno          |     |     | 14  |     | 28  |
| 24  | Philippe Étancelin      | NU  |     |     |     | 29  |
| =   | Arthur Hyde             |     | NU  |     |     | 29  |
| 26  | Adolfo Mandirola        |     |     | NU  |     | 30  |
| =   | Giovanni Minozzi        |     |     | NU  |     | 30  |
| =   | Luigi Villoresi         |     |     |     | NU  | 30  |
| =   | Goffredo Zehender       |     |     |     | NU  | 30  |
| =   | Vittorio Belmondo       |     |     |     | NU  | 30  |
| 31  | Eugène Chaboud          | NU  |     |     |     | 31  |
| =   | Toulo de Graffenried    |     | NU  |     |     | 31  |
| =   | Franco Comotti          |     | NU  |     |     | 31  |
| =   | Herbert Berg            |     | NU  |     |     | 31  |
| =   | István de Sztriha       |     |     | NU  |     | 31  |
| 36  | Carlo Felice Trossi     |     |     |     | DSQ | 32  |
| Poz | Kierowca                | FRA | GER | SUI | ITA | Pkt |

| Kolor     | Rezultat                             | Punkty |
| --------- | ------------------------------------ | ------ |
| Złoty     | Zwycięzca                            | 1      |
| Srebrny   | 2. miejsce                           | 2      |
| Brązowy   | 3. miejsce                           | 3      |
| Zielony   | Przynajmniej 75% rezultatu zwycięzcy | 4      |
| Niebieski | 50%-75% rezultatu zwycięzcy          | 5      |
| Fioletowy | 25%-50% rezultatu zwycięzcy          | 6      |
| Czerwony  | Poniżej 25% rezultatu zwycięzcy      | 7      |
| Czarny    | Zdyskwalifikowany                    | 8      |
| Biały     | Nie brał udziału                     | 8      |